# Минбаши
Минбаши, мин-баши (от тюркского минг — тысячи) — глава или начальник тысячи (воинов). В Турции и Персии — начальник отряда, а также начальник племени кочевников, составлявшего иррегулярное войско.
Как начальник племени, имел своих помощников — юзбаши. Зависимость минбашей от правительства выражалась в уплате повинностей и, в случае войны, в выставлении заранее определённого числа воинов. Такое же отношение существовало между минбаши и юзбаши.